# منصورة (البقاع)
منصورة  هي إحدى القرى اللبنانية من قرى قضاء البقاع الغربي في محافظة البقاع.